# Józef Kazimierz Wroniszewski
Józef Kazimierz Wroniszewski (ur. 13 lutego 1925 w Kaliszu, zm. 30 września 2013 w Warszawie) – polski historyk, powieściopisarz.

## Życiorys
W latach wojny był żołnierzem AK pod pseudonimami Okoń i Konrad i walczył w Zgrupowaniach Partyzanckich AK „Ponury” w Górach Świętokrzyskich. Aresztowany w grudniu 1943 roku na melinie w Szarbsku nad Pilicą. Przebywał w więzieniu w Końskich. W lutym 1944 roku przewieziony do więzienia Gestapo w Radomiu, skąd trafił do niemieckich obozów koncentracyjnych Gross Rosen, Auschwitz, Mauthausen-Gusen. Po powrocie do Polski ukończył studia ekonomiczne na Wydziale Prawa Uniwersytetu Łódzkiego. W 1965 roku w miesięczniku „Twórczość” opublikował swoje pierwsze opowiadania, ale główne zainteresowania skierował ku historii II wojny światowej, a szczególnie losom warszawskiej dzielnicy Ochota. Mieszkał w Warszawie.
W styczniu 1976 roku podpisał list protestacyjny do Komisji Nadzwyczajnej Sejmu PRL przeciwko zmianom w Konstytucji Polskiej Rzeczypospolitej Ludowej.
Uchwałą Rady Miejskiej w Końskich 3 września 2005 roku otrzymał Honorowe Obywatelstwo gminy Końskie obok brata – Jana Zbigniewa Wroniszewskiego „Znicza” i ks. infułata prof. dr. hab. Bonifacego Miązka z Uniwersytetu w Wiedniu.

## Publikacje J. K. Wroniszewskiego
- Ochota 1944, Warszawa 1970
- Ochota 1939–1945, Warszawa 1976
- Kto przeżyje, kto przeżył (opowiadania), Warszawa 1982
- Różdżka Jessego (powieść), Warszawa 1982[4]
- Barykada września. Obrona Warszawy w 1939 roku, Warszawa 1984[5]
- Ochota od września do sierpnia, Warszawa 1994[6]
- IV Obwód Armii Krajowej. Ochota. Okręg Warszawa, Warszawa 1997[7]
- Ochota Okęcie. Przewodnik historyczny po miejscach walk i pamięci z lat 1939–1944, Warszawa 2002[8]